# José Luis Merino (político)
José Luis Merino (San Salvador, 1956) conocido por el seudónimo de Comandante Ramiro Vásquez es un político salvadoreño, miembro del Frente Farabundo Martí para la Liberación Nacional (FMLN).

## Biografía
En la década de 1970, se vinculó al Partido Comunista Salvadoreño (PCS). En 1976, fue elegido Secretario General de la Juventud Comunista Salvadoreña y se convirtió en un cercano colaborador de Schafik Hándal , máximo dirigente del PCS.
Entre 1980 y 1992 fue el primer responsable militar de las Fuerzas Armadas de Liberación (FAL), estructura armada vinculada al PCS e integrada en el seno del Frente Farabundo Martí para la Liberación Nacional . Fue comandante de las fuerzas guerrilleras basadas en el Cerro de Guazapa . Además, participó en el mando central de la Ofensiva "Hasta el Tope" lanzada en noviembre de 1989.
Fue uno de los dirigentes del proceso de transición del FMLN que en diciembre de 1992 dejó de ser una coalición de cinco organizaciones insurgentes para transformarse en un partido político legal.
En el seno del FMLN, fue miembro de la Comisión Política (2001-2019) y Secretario Nacional de Organización (2004-2014). Fue elegido diputado al Parlamento Centroamericano en dos períodos consecutivos (2006-2011 y 2011-2016).
Desde 2008, ha sido asesor de la Junta Directiva de Alba Petróleos de El Salvador, una sociedad de economía mixta, formada por varias municipalidades gobernadas por el FMLN en conjunto con Petróleos de Venezuela.

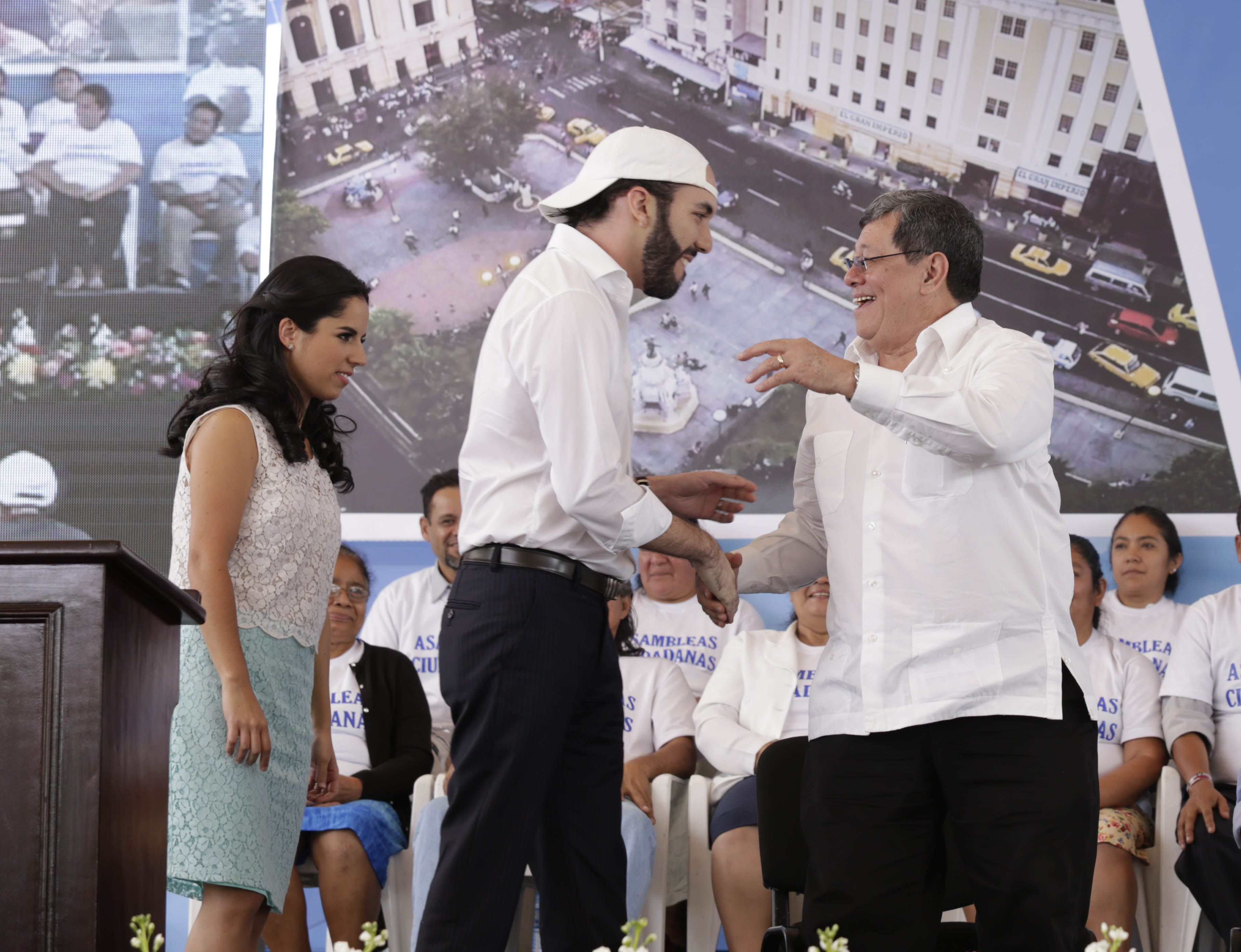
Alcalde de San Salvador, Nayib Bukele y José Luis Merino de Alba Petroleos.

El 21 de octubre de 2016, fue nombrado viceministro de Inversión Extranjera y Financiamiento para el Desarrollo del Ministerio de Relaciones Exteriores, cargo que ocupó hasta el 31 de mayo de 2019.
Es autor del libro "Comandante Ramiro" publicado en 2012 por Editorial Ocean Sur.
En mayo del 2021 fue señalado por sus vínculos con el narcotráfico por la congresista Norma Torres, posteriormente a los señalamientos solicitó asilo político en Venezuela. 
- Datos: Q65159568